# Tambakmerang
Tambakmerang is een bestuurslaag in het regentschap Wonogiri van de provincie Midden-Java, Indonesië. Tambakmerang telt 2939 inwoners (volkstelling 2010).